# Batulijska reka
Batulijska reka (bulgariska: Батулийска река) är ett vattendrag i Bulgarien.   Det ligger i regionen Sofijska oblast, i den västra delen av landet, 23 kilometer norr om huvudstaden Sofia.
I omgivningarna runt Batulijska reka växer i huvudsak lövfällande lövskog. Runt Batulijska reka är det ganska tätbefolkat, med 179 invånare per kvadratkilometer.